# アバークロンビー川国立公園
アバークロンビー川国立公園（Abercrombie River National Park）は、オーストラリアのニューサウスウェールズ州にある国立公園である。シドニーから138 km西に位置する。
190 km2の面積があり、ナショナル・パーク・アンド・ワイルドライフ・サービスにより管理されている。
IUCNのカテゴリーIIにリストされている。